# 25 mm armata przeciwlotnicza Hotchkiss
Armata przeciwlotnicza Hotchkiss 25 mm – francuskie działo przeciwlotnicze z okresu II wojny światowej, używane była przez wojska francuskie i niemieckie oraz japońskie (w wersji licencyjnej 96 Shiki).

## Historia powstania
Armata została zaprojektowana w zakładach Hotchkissa w 1932, ale ówczesna francuska doktryna obrony przeciwlotniczej zakładała jedynie użycie ciężkich karabinów maszynowych 12,7 mm do obrony przed atakami z małej wysokości oraz zmodyfikowanych armat 75 mm canon de 75 mle 1897 i wojsko francuskie początkowo nie wykazało zainteresowania tą bronią, ale Rumunia zamówiła krótką serię działek.  Doświadczenia hiszpańskiej wojny domowej negatywnie zweryfikowały tezę, że ciężkie karabiny maszynowe stanowią wystarczającą obronę przed samolotami i pod koniec lat 30. zamówiono pierwszą partię nowych działek.

## Wersje produkcyjne
Pierwsza wersja mitrailleuse de 25 mm contre-aéroplanes modèle 1938 przeznaczona była dla Rumunii, ale po złożeniu zamówienia przez wojska francuskie armaty pozostały we Francji. W tej wersji armata używała trójnożnej podstawy, która była bardzo niestabilna. Druga wersja (modèle 1939) używała poprawionej, cięższej podstawy, mogła być transportowana na jednoosiowym podwoziu. Zaprojektowano także wersje mitrailleuse de 25 mm contre-aéroplanes modèle 1940 która była przeznaczona do obrony statycznej oraz mitrailleuse de 25 mm contre-aéroplanes modèle 1940 jumelée dwulufową wersję modelu 39. Łącznie zbudowano 1103 dział tego typu. Po upadku Francji większość z nich przeszła na uzbrojenia jednostek armii niemieckiej stacjonujących we Francji. Armaty używane były do końca wojny, część z nich stanowiła wyposażenie Wału Atlantyckiego. W służbie niemieckiej armata na lekkiej, mobilnej podstawie znana była jako 2,5-cm Flak Hotchkiss 38, wersja do obrony statycznej otrzymała oznaczenie 2,5-cm Flak Hotchkiss 39.